# Castell de Riba-roja
El castell de Riba-roja és un edifici de Riba-roja d'Ebre (Ribera d'Ebre) declarat bé cultural d'interès nacional.

## Descripció
Les restes del castell estan situades a la part oest del nucli urbà, on hi un ampli domini visual sobre el riu Ebre. Està construït sobre terreny roquer, amb pedres adossades a uns marges de terra erosiva i amb vetes de guix. Consta de dues parts diferenciades, la que havia estat habilitada com a presó i la torre. El primer cos ha estat molt transformat, trobant-se ocupat per una central elèctrica. La planta baixa s'obre amb un portal d'arc pla de pedra acarada i queda oberta al lateral del primer pis amb espitlleres. A continuació d'aquest cos hi ha adossat un edifici de dos nivells d'alçat on també s'observen espitlleres, que sembla correspondre's amb una construcció complementària. Des de la cantonada d'aquest, de forma semicircular, s'observa un pany de paret construït entre la roca, que es correspon amb una part murada. Aquesta arriba fins a les restes de la torre, de planta quadrangular i de poca alçada, feta amb carreus escaiats.

## Història
La primera referència documental del Castell de Riba- Roja es remunta a l'any 1153, quan s'inclou dins del domini del Castell de Miravet. Poc després, el Castell ja apareix vinculat a la comanda d'Ascó, en mans dels templers. Amb l'extinció d'aquest ordre, va passar a l'Orde de l'Hospital, que va mantenir-lo fins ben entrat el segle xix. Segons Dolors Cabré, el castell fou probablement la continuació d'alguna torre de guaita. Va pertànyer a l'orde del Temple i després al de l'Hospital. Segons tradició oral, moltes de les pedres del castell van ser emprades a finals del segle xix en construccions particulars. Cap al 1917 es va aprofitar per fer-hi instal·lacions elèctriques, que han perdurat fins als nostres dies.